# Only a Shop Girl
Pour plus de détails, voir Fiche technique et Distribution.
Only a Shop Girl est un film américain réalisé par Edward LeSaint, sorti en 1922.

## Fiche technique
- Titre : Only a Shop Girl
- Réalisation : Edward LeSaint
- Scénario : Edward LeSaint
- Production : Harry Cohn
- Pays d'origine : États-Unis
- Format : Noir et blanc - 1,33:1 - Film muet
- Genre : drame
- Date de sortie : 1922

## Distribution
- Estelle Taylor : Mame Mulvey
- Mae Busch : Josie Jerome
- Wallace Beery : Jim Brennan
- William Scott : Danny Mulvey
- James Morrison : Charles Black
- Josephine Adair : Angelina Jerome
- Willard Louis : James Watkins
- Claire Du Brey : Mme Watkins
- Tully Marshall : le gérant du magasin Watkins